# Plasa Hâncești, județul Lăpușna
Hâncești a fost una din plășile din județul interbelic Lăpușna.

## Localități
Plașa Hâncești avea (la 1930) 45  localități:
1. Bardar
2. Bălceana
3. Bălțați
4. Bozieni
5. Budei
6. Buțeni
7. Caracul
8. Cărpineanca
9. Cărpineni
10. Chiselari
11. Cighârleni
12. Costești
13. Fânari
14. Fârlădani
15. Fundu-Galbena
16. Fundu-Sărățicăi
17. Găureni-de-Jos
18. Gârlea
19. Hanul-Vechi
20. Hâncești
21. Horăști
22. Horodca
23. Lăpușna
24. Leușeni
25. Logănești
26. Manoilești
27. Mereșeni
28. Molești
29. Negrea
30. Pojoreni
31. Principele-Carol
32. Principesa-Elena
33. Rezeni
34. Ruseștii-Noui
35. Ruseștii-Vechi
36. Sărata-Galbenă
37. Sofia
38. Tălăeștii-Noui
39. Tălăeștii-Vechi
40. Topor
41. Traian
42. Țipala
43. Ulmu
44. Văsieni
45. Zembreni